# KiMs A/S
Orkla Confectionary & Snacks Danmark är Danmarks ledande tillverkare av chips och snacks. All tillverkning av godsakerna sker i fabriken i Søndersø på Fyn. Varumärket registrerades först år 1961. 
År 2004 omsatte företaget cirka 528 000 000 danska kroner och har cirka 270 anställda. KiMs A/S ingår i Chips Koncernen - Nordens förenade chips- och snackstillverkarkoncern med en årlig omsättning på cirka 1,7 miljarder danska kroner.
KiMs slogan är Når du er sulten for sjov vilket betyder ungefär När du är hungrig på skoj.

## Produkter (i urval)
- Skruvar
- Sourcream & onionchips
- Amerikanska grillchips
- Franska potatisar
- Havssaltade chips
- Barbequechips
- Baconsnacks
- Ostepops
- Tomatskruvar
- Jordnötter
- Tortillaschips

## Historia, kortfattad
- 1961: Varumärket KiM registreras.
- 1963: Odense Marcipanfabrik lanserar jordnötter på den danska marknaden - vilket lägger grunden för KiMs.
- 1965: Varumärket KiMs introduceras.
- 1968: Odense Marcipanfabrik och därmed KiM säljs till De Danske Sukkerfabrikker, Incentive, Otto Mønsted och Kryolitselskabet Øresund.
- 1972: Fabriken i Søndersø tas i bruk.
- 1974: Vid en sammanläggning med småkaksbakeriet Kjeldsen Cookies uppstår Dansk Fancy Food Group A/S.
- 1977: KiMs Skruer (Skruvar) lanseras på den danska marknaden med mottot: Skruen er løs (Skruven är lös).
- 1990: Den norska livsmedelskoncernen Nora tar över KiMs och genomför en uppsplittring.
- 1991: KiMs blir en del av Orkla-koncernen.
- 1995: KiMs tar över Party Food i Give.
- 2000: KiMs etableras tillsammans med amerikanska Evans Food JK Ventures A/S som producerar baconpellets - förkokade fläskvaror.
- 2002: Sol og Trille träder in i KiMs marknadsföring.
- 2003: KiMs bror, Jørgen, kommer tillbaka efter en paus.
- 2004: KiMs köper Trope A/S.